# Erythrogonia fractina
Erythrogonia fractina är en insektsart som beskrevs av Medler 1963. Erythrogonia fractina ingår i släktet Erythrogonia och familjen dvärgstritar. Inga underarter finns listade i Catalogue of Life.